# Contea di Blount (Tennessee)
La contea di Blount, in inglese Blount County, è una contea dello Stato del Tennessee, negli Stati Uniti. Al censimento del 2000 la popolazione era di 105 823 abitanti. Il capoluogo di contea è Maryville e il nome della contea è stato dato in onore di William Blount, che fu governatore del Tennessee.

## Geografia fisica
L'U.S. Census Bureau certifica che l'estensione della contea è di 1468 km², di cui 1447 km² composti da terra e 21 km² composti di acqua.

## Infrastrutture e trasporti

### Strade
- Interstate 140
- U.S. Route 129
- U.S. Route 321
- U.S. Route 411
  - Tennessee State Route 33
  - Tennessee State Route 71
  - Tennessee State Route 72
  - Tennessee State Route 73
  - Tennessee State Route 115
  - Tennessee Secondary Primary Route 33
  - Tennessee Secondary Primary Route 73
  - Tennessee Secondary Primary Route 333
  - Tennessee Secondary Primary Route 334
  - Tennessee Secondary Primary Route 335
  - Tennessee Secondary Primary Route 336
  - Tennessee Secondary Primary Route 337
  - Tennessee Secondary Primary Route 446

## Contee confinanti
- Contea di Knox, Tennessee - nord
- Contea di Sevier, Tennessee - est
- Contea di Swain, Carolina del Nord - sud
- Contea di Monroe, Tennessee - sud-ovest
- Contea di Loudon, Tennessee - ovest

## Storia
La contea è stata costituita il 11 luglio 1795.

## Città
- Alcoa
- Eagleton Village
- Friendsville
- Louisville
- Maryville
- Rockford
- Seymour
- Townsend